# Júlio Sérgio
Pour les articles homonymes, voir Bertagnolli.
Julio Sergio Bertagnoli est un footballeur (gardien de but) brésilien né le 26 novembre 1978 à Ribeirão Preto.

## Biographie
Bertagnoli commence sa carrière au Brésil, d'abord à Botafogo, puis à la Juventude et à Santos. En janvier 2006 il est mis à l’essai par l'AS Rome, sur la recommandation de l'ancien défenseur central Antônio Carlos, et signe finalement un contrat de quatre et demi. Jusqu'à l'été 2009, il ne joue pourtant qu'un seul match avec l'équipe première, lors d'un match amical contre le Bayer Leverkusen.
Il débute en Serie A le 30 août 2009, en raison de l'indisponibilité du gardien de but titulaire Doni et des prestations peu convaincantes de son remplaçant Artur, pour la réception de la Juventus. Malgré les trois buts encaissés et la démission de l'entraineur Luciano Spalletti, il est de plus en plus utilisé jusqu'à sa blessure lors d'un match contre le SSC Naples et le retour de blessure de Doni. Son retour sur le banc est finalement de courte durée, et il profite d'une nouvelle blessure de son compatriote pour devenir titulaire en fin de saison, et au début de la saison 2010-2011.
À la suite de l'arrivée à Rome du gardien de but de l'Ajax d'Amsterdam et de la sélection nationale néerlandaise Maarten Stekelenburg, il est transféré à l'US Lecce durant l'été 2011.

## Parcours de joueur
- 1998-1999 : Botafogo  Brésil
- 1999-2000 : Inter de bebedoro - sertaozinho  Brésil
- 2000-2001 : Malutrom - Francana  Brésil
- 2001-2002 : Comercial  Brésil
- 2002-2004 : Santos  Brésil
- 2004-2005 : Esporte Clube Juventude  Brésil
- 2005-2006 : America FC (SP)  Brésil
- depuis 2006 : AS Rome  Italie
  - 2011-2012 : US Lecce  Italie (prêt)

## Parcours d'entraineur
- 2015-2016 :  CRAC
- aout 2017 :  Cuiabá EC